# グレイシー・グラム
グレイシー・グラム（Gracie Glam, 1990年9月30日 - ）は、アメリカ合衆国のポルノ女優。ノースカロライナ州ローリー出身。

## 経歴
2011年AVN最優秀新人賞授賞。

## 出演作品
- スパルタカス・クィーン 欲望と戦いの伝説